# منفذ الصاعقة

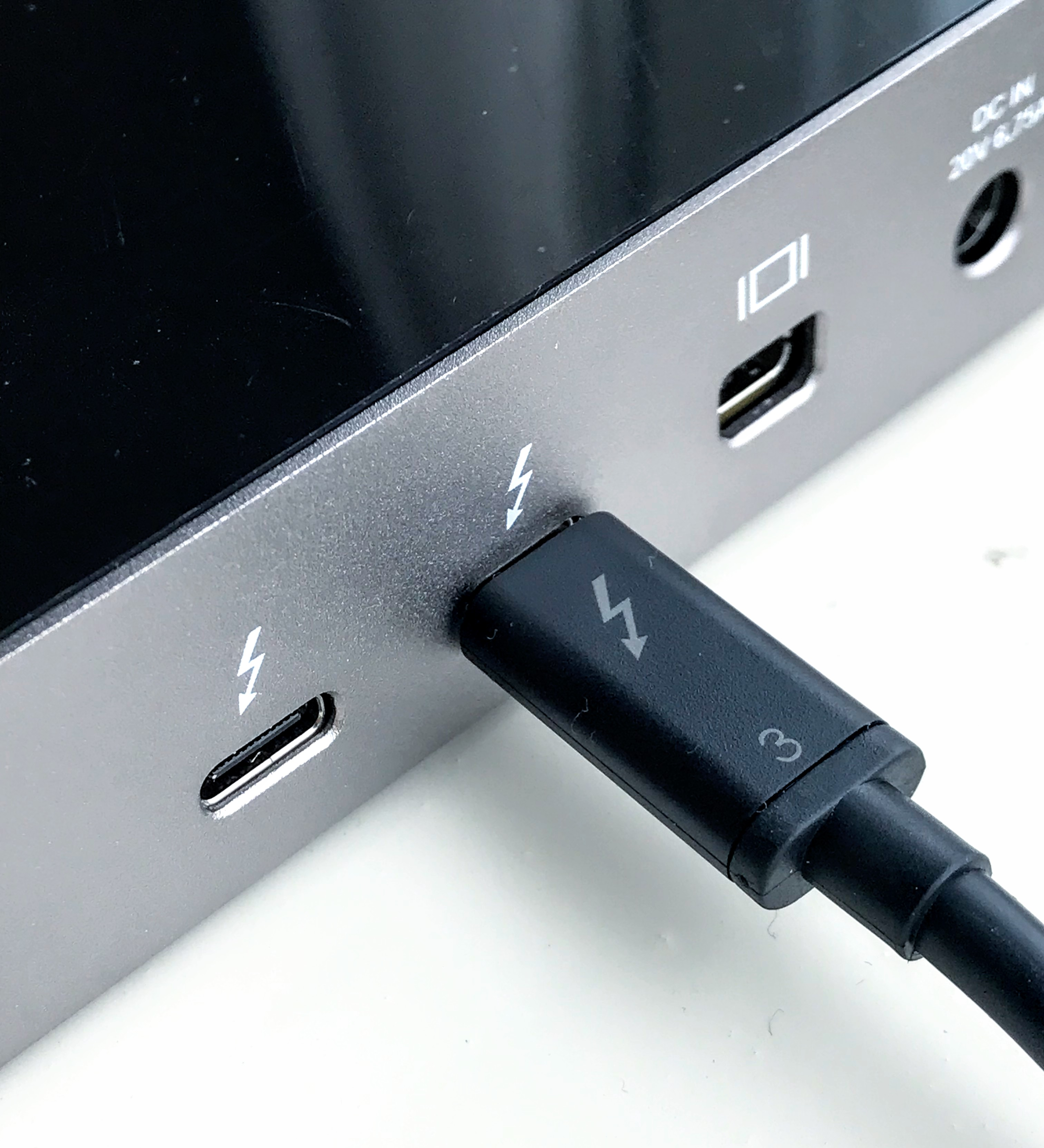
وصلة ومنفذ الصاعقة النسخة الثالثة على هيئة منفذ يو إس بي - فئة سي.

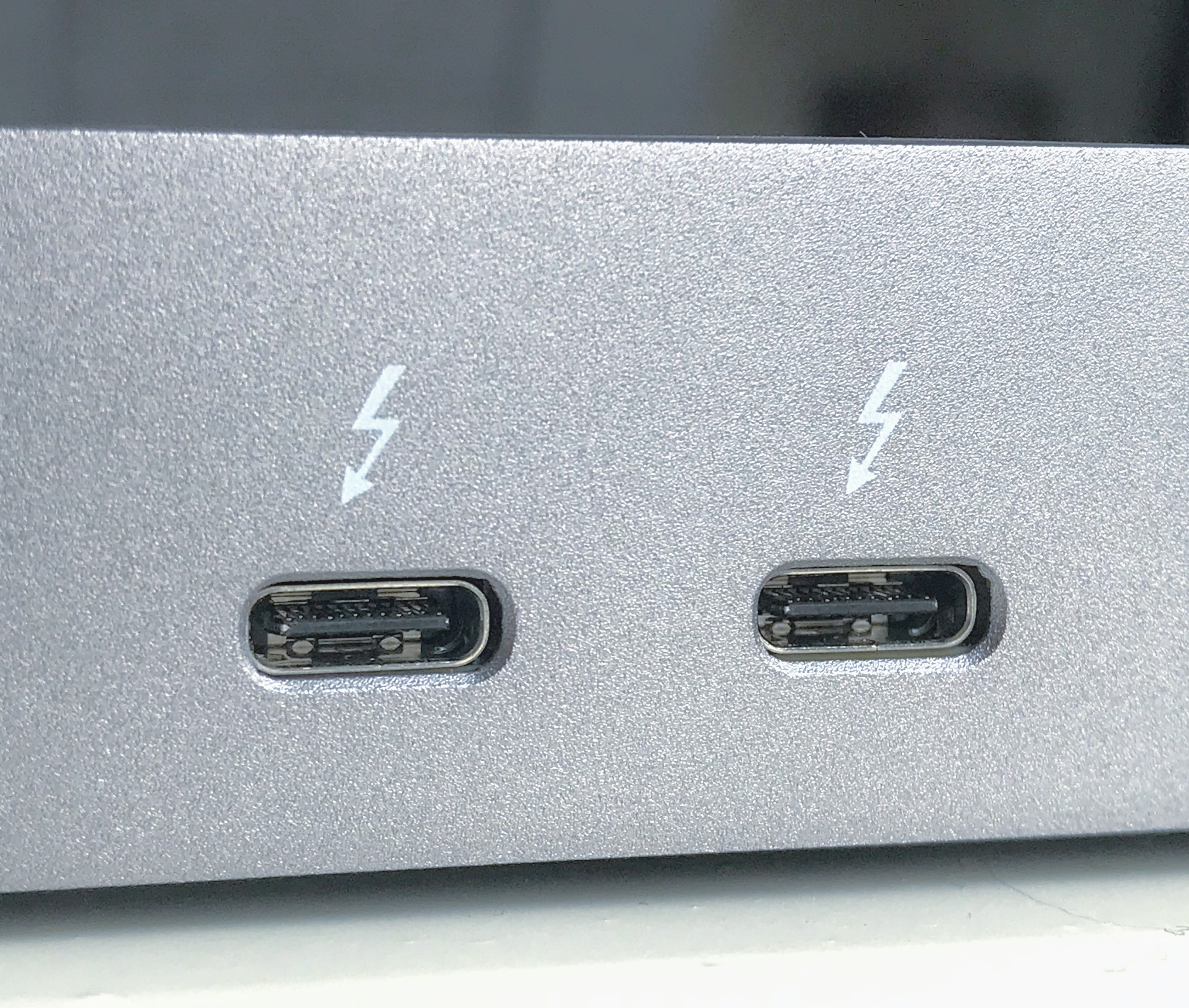
منفذ الصاعقة النسخة الثالثة ترمز بعلامة الصاعقة الكهربية.

منفذ الصاعقة (بالإنجليزية: Thunderbolt)‏ ثاندر بولت هي عائلة منافذ احترافية عريضة النطاق لربط الأجهزة الطرفية إلى الحاسب. مستخدمة اتصال مباشر بالمعالج عبر خطوط ناقل نظام PCI Express (PCIe). بمقبس منفذ USB-C موفرة اتصال وامداد بالطاقة حتى مائة واط. طُورت من قِبل إنتل بالتعاون التقني مع أبل وعُرضت تجاريا لأول مرة على تشكيلة أبل ماك بوك برو المحدثة في 2011 باستخدام نفس منفذ Mini DisplayPort. طورت ثاندر بولت مبدئيا مع شركة أبل، إلا أن كامل حقوق العلامة التجارية لتكنولوجيا Thunderbolt مملوكة الآن من قبل إنتل .
الإصدار الثالث من منفذ الصاعقة يأتي على شكل منفذ يو إس بي - فئة سي (بالإنجليزية: USB Type-C)‏ أسرع باربع مرات من النسخة الأولى وأسرع بعشر مرات من يو إس بي 3 (USB 3) و الإصدار الرابع يأتي بنفس شكل النسخة السابقة وبنفس السرعة السابقة 40 جيجابت لكل ثانية لكن مع توافقية أفضل وإلزام المصنعين بدعم اقصي سرعة ممكنة.

## النسخة الاولي من منفذ الصاعقة
منفذ الصاعقة (Thunderbolt) يجمع أساسا بين منفذ الملحقات الإضافية السريع (PCI Express) و DisplayPort ليكون واجهة بيانات تسلسلية جديدة يمكن نقلها على كابيلات أطول وأقل تكلفة. لأن منفذ الملحقات الإضافية السريع (PCI Express) تحظى بدعم واسع من قبل بائعي الأجهزة وهي متواجدة في معظم أطقم شرائح إنتل الحديثة، يمكن أن يضاف منفذ الصاعقة (Thunderbolt) إلى المنتجات الحالية بسهولة نسبيا. رقائق محركات منفذ الصاعقة (Thunderbolt) تطوي البيانات من هذين المصدرين معا، وتقسمها مرة أخرى للاستهلاك داخل الأجهزة. هذا يجعل النظام متوافق مع أجهزة DisplayPort الموجودة حاليا.
كان القصد في البداية تشغيل هذه التقنية على طبقة فيزيائية باستخدام مكونات الطبقة الفيزيائية الضوئية وكابيلات الألياف البصرية المرنة التي طورتها شركة إنتل وشركاؤها في مختبر إنتل لضوئيات السيليكون. تم تسويق تقنية إنتل هذه في ذلك الوقت تحت اسم لايت بيك، اليوم وفي (2011) يشار إليها باسم رابط ضوئيات السيليكون. ومع ذلك، ظهر أن الأسلاك النحاسية التقليدية قادرة على تقديم عرض النطاق المطلوب لـ منفذ الصاعقة (10 جيجابت / ثانية) بتكلفة أقل. ومن المتوقع في وقت لاحق تتعدد الإصدارات لـ منفذ الصاعقة (Thunderbolt) والتي تقدم الطبقة الفيزيائية الضوئية القائمة على تقنية إنتل لضوئيات السيليكون.
إن تطبيق إنتل وأبل لمحول المنفذ يطوي بيانات منفذ الملحقات الإضافية السريع (PCI Express) و DisplayPort معاً، مما يسمح بنقلها كلها على نفس الكابل وفي نفس الوقت. ويدعم منفذ الصاعقة (Thunderbolt) الموزعات، فضلاً عن أن منفذ واحد يمكنه دعم سلسلة ديزي (daisy chain) تصل حتى سبعة أجهزة يتواجد بها منفذ الصاعقة (Thunderbolt)؛ يمكن لحتى اثنين من هذه الأجهزة أن تكون شاشات العرض عالية الدقة باستخدام DisplayPort.
تبيع شركة أبل محولات DisplayPort لخرج DVI، DVI dual-link (المزدوجة الارتباط)، واجهة الوسائط المتعددة عالية الوضوح (HDMI)، ومنظومة
العرض المرئي (VGA) من منفذ الصاعقة (Thunderbolt)، والتي تبين التوافق الواسع.

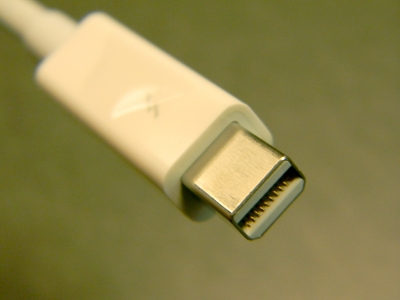
وصلة منفذ الصاعقة النسخة الاولي والثانية فقط

يستند منفذ الصاعقة (Thunderbolt) على موصل Mini DisplayPort الذي طورته أبل. هذا مطابق كهربائيا موصلات DisplayPort «العادية» ولكن يستخدم موصل أصغر أكثر ملاءمة للاستخدام على أجهزة الحاسب الآلي المحمول والأجهزة الأخرى. ومن المتوقع أن استخدام منفذ الصاعقة (Thunderbolt)، لهذا المنفذ سوف يدفع نحو قبول أوسع له.

## أمن
بما أن منفذ الصاعقة (Thunderbolt) يستخدم ناقل منفذ الملحقات الإضافية السريع (PCI Express)، والذي هو ناقل التوسعة الرئيسي في النظم الحالية، فإنه يتيح مستوى منخفض جدا من الوصول إلى النظام. أجهزة PCI تحتاج إلى الوصول غير المحدود إلى الذاكرة، وبالتالي قد تعرض الأمن للخطر. هذه المشكلة موجودة مع جميع ناقلات التوسعة فائقة السرعة، بما في ذلك PC Card ،ExpressCard ومنفذ IEEE]] 1394 FireWire]]

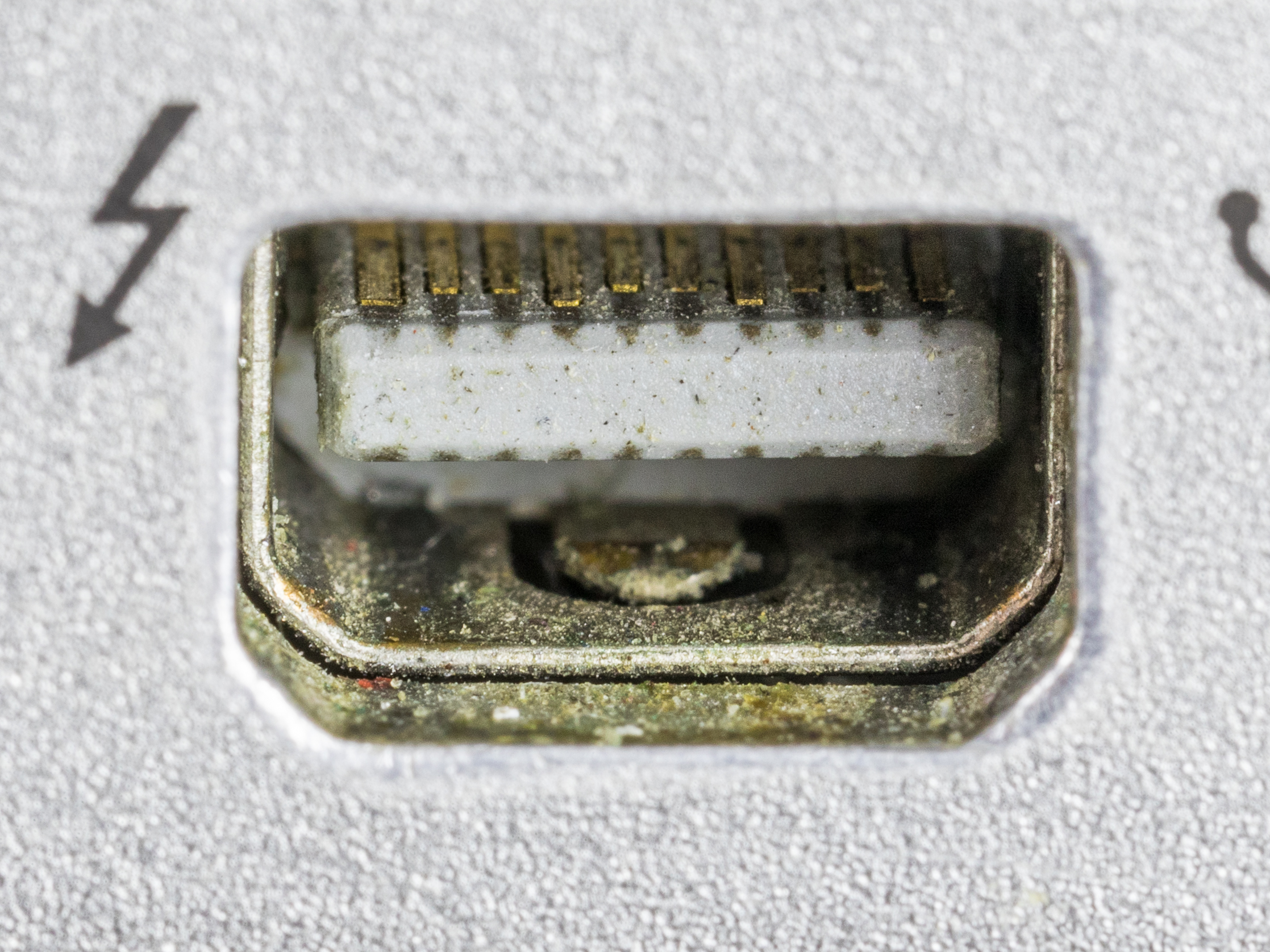
منفذ الصاعقة النسخة الاولي والثانية فقط

## موصلات منفذ الصاعقة
ستقوم إنتل بتوفير نوعين من وحدات تحكم بـ منفذ الصاعقة (Thunderbolt)، نوع بمنفذين وونوع بمنفذ واحد. كل من الملحقات (الأجهزة الطرفية) وأجهزة الحاسب يجب أن تشتمل على وحدات تحكم.

## ماذا يفعل ؟
منفذ الصاعقة (Thunderbolt) يتيح للمستخدمين الإتصال بالشاشة عن طريقة وصلة DisplayPort. وكذلك وصلات الـ منظومة العرض المرئي (VGA) والواجهة الرقمية المرئية (DVI) وواجهة الوسائط المتعددة عالية الوضوح (HDMI) ووصلات أخرى. منفذ الصاعقة (Thunderbolt) تدعم الإتصالات البصرية (كالـFIBER) لإتصال عالي السرعة، إنه من الجنون الظن بأن الـUSB 3.0 يدعم سرعة إتصال تصل إلى 5 جيجابايت في الثانية. حتى الآن منفذ الصاعقة (Thunderbolt) يستوعب تقريباً أي تقنية موجودة وتستطيع الآن استخدام الحواسيب المحمولة لإدارة أعمال ضخمة جداً.

## كيف يساعدني ؟
أفضل جزء هو بأنك لن تملك بعد الآن كابيلات عرض مربوطة بجهاز الحاسب المحمول. لكنك مازلت تستطيع إرفاق أجهزتك كالـ Hard drive وUsb وآي فون لكن منفذ الصاعقة (Thunderbolt) يستوعب كمية كبيرة جداً من المعلومات فتستطيع إرفاقهم كلهم في كيبل واحد.

## تواجده في الأسواق
منفذ الصاعقة (Thunderbolt) مرن وتستطيع استخدامه عن طريق وصلات الـ Gigabit Ethernet، FireWire، أو حتى eSATA
ويباع في متجر ابل.